# Felice Civitareale
Felice Civitareale (* 1956 in Luxemburg) ist ein luxemburgischer Jazz- und Unterhaltungsmusiker (Trompete, Flügelhorn).

## Leben und Wirken
Civitareale sammelte während seiner musikalischen Ausbildung am Konservatorium in Luxemburg und an der Musikhochschule München bei Paul Lachenmaier bereits mit 18 Jahren musikalische Erfahrungen in namhaften europäischen Jazzclubs. 
Civitareale spielte zunächst in München in den Orchestern von Hugo Strasser und Max Greger, weiterhin im Harald Rüschenbaum Jazz Orchestra (Rondo) und der Thilo Wolf Big Band (Swing It!,  Latin Grooves). Unter eigenem Namen legte er das Instrumentalalbum Melodien des Lebens (2015) vor; als Felice trat er mehrfach bei Musiksendungen und Plattenproduktionen von Carolin Reiber, Andy Borg und Hansi Hinterseer auf und präsentierte Melodien als Solotrompeter. Als Solist arbeitet er viele Jahre mit der SWR Big Band, bevor er 2003 deren ständiges Mitglied wurde und an zahlreichen Produktionen beteiligt war. Tom Lord verzeichnet zwischen 1987 und 2015 27 Produktionen von ihm im Bereich des Jazz. Als Studiomusiker ist er auf Produktionen von Konstantin Wecker, Frank Farian (Milli Vanilli), dem Peter Thomas Sound Orchestra und Lou Bega („Mambo No. 5“) zu hören, aber auch bei Kinofilmen (u. a. Der Schuh des Manitu) und in Fernsehserien.